# الدوري التركي لكرة السلة للسيدات
الدوري التركي لكرة السلة للسيدات (بالتركية: Kadınlar Basketbol Süper Ligi)‏ هو دوري كرة سلة للسيدات في تركيا تأسس في سنة 1980 يلعب فيه 14 فريقا. يعتبر فريق غلطة سراي الأكثر فوزا به برصيد 13 لقبا.

## وصلات خارجية
- الموقع الرسمي